# Gerhard Schjelderup
Gerhard Rusenkrone (o Rosenkrone) Schjelderup (Kristiansand, 17 novembre 1859 – Benediktbeuern, 29 luglio 1933) è stato un compositore, scrittore e docente norvegese.

## Biografia
All'età di 12 anni la famiglia si trasferì a Bergen, dove suo padre era ufficiale giudiziario. Dopo aver studiato ad Oslo Gerhard si iscrisse al Conservatorio di Parigi dal 1878, allievo tra gli altri di Jules Massenet. 
Il punto di svolta nella vita di Gerhard Schjelderup accadde quando ebbe modo di assistere alla rappresentazione dell'opera L'anello del Nibelungo di Richard Wagner a Karlsruhe nel 1887. In conseguenza di questa esperienza, ha dedicato tutto il suo tempo al dramma musicale, di cui è stato il compositore più prolifico. A differenza di Wagner, la musica di Schjelderup non canta le epopee di eroi, ma scandaglia la psiche umana nel profondo, mettendone in risalto i lati oscuri. Il primo atto dell'opera Austanfyre sol og vestanfyre måne venne composto a Monaco nel 1890.
Si stabilì a Benediktbeuern in Baviera e divenne docente a Monaco di Baviera e Dresda. Nel 1900 gli fu assegnato un vitalizio quale compositore di Stato. Ha scritto la prima biografia di Edvard Grieg.
Gerhard Schjelderup è stato anche il fondatore e il primo leader dell'Associazione Norvegese a lui dedicata.

## Opere
- Austanfyre sol og vestanfyre måne (1889-1890) –  1 Atto di Monaco di Baviera 1990
- Sonntagmorgen (1891-1892) - Monaco di Baviera 1893
- Norwegische Hochzeit (1894) - Praga 1900, Christiania 1919
- Una notte santa (1895) - Christiania 1915
- Sampo Lappelill (1890-1900)
- Un popolo nel bisogno (1906-1907)
- Notte di primavera (1906-1907) - Dresda 1908
- Opal (1915) - Dresda 1915
- Den røde pimpernell
- Sturmvögel - Schwerin 1926

## Musica da scena
- Incenso (K. Gjellerup) - Dresda, 1903 (include il brano orchestrale "Alba dell'Himalaya")
- Friedwahn Kong (1904)
- Macbeth (atto) (Shakespeare)
- Brand 3° atto (Ibsen)

## Altre opere
- 2 sinfonie Nr. 1 (1887) e nr. 2 (alla Norvegia) (1924)
- Dramma sinfonico Brand (1914)
- Notte d'estate sul fiordo (1914)
- Kleine norwegische Suite (1930)
- Frühlingsreigen (1931)
- Musica da Camera
- Canzoni

## Opere scritte
- Edward Grieg e le sue opere (1903) edizione tedesca del 1908 (con W. Niemann)
- Richard Wagner, la vita e le opere (1907)
- Storia della musica norvegese (2 volumi) (1921) con O. Sandvik